# Mickey Trotman
Mickey Trotman (21 ottobre 1974 – Port of Spain, 1º ottobre 2001) è stato un calciatore trinidadiano, di ruolo attaccante.
Morì in un incidente stradale.